# Galen Tyrol
Galen Tyrol est un personnage de la série télévisée Battlestar Galactica, interprété par Aaron Douglas.
Galen Tyrol est le Premier maître (en anglais : CPO, Chief Petty Officer) sur le Galactica. Son père était un prêtre et sa mère un oracle.
Il supervise la maintenance des Vipers et des Raptors. Son équipe forme le «Deck Crew 5». Il est aimé par tout l'équipage du pont et ils font tout pour le protéger, notamment lors de l'épisode de son aventure amoureuse avec le Lieutenant Sharon Valerii.
Tyrol a un caractère tenace et ses aptitudes au commandement font de lui un des hommes les plus résistants et les mieux préparés au combat.
Il a conçu le vaisseau furtif Blackbird qui permet notamment à Starbuck d'aller prendre des photos de l'un des Vaisseaux Résurrection cylons.
Sur Nouvelle Caprica, il est à la tête du Syndicat qui s'oppose aux politiques du président Gaïus Baltar.
Il pense être le père de l'enfant que porte Cally Henderson jusqu'à ce qu'il découvre que le véritable père est en fait Brendan « Hot Dog » Constanza.
Tyrol est un des cinq derniers cylons, survivant de la 13e colonie issue de la terre.
Il reste sur le Galactica pour aller chercher Hera la fille de Karl & Athéna ; pendant l'échange d'information sur la résurrection, il lit dans les pensés de Tory Foster. Il la tue, ne laissant pas le temps à Max[réf. nécessaire] de rassembler toutes les informations sur la résurrection pour Cavil.
Une fois arrivé sur la nouvelle terre, il informe Ellen et Saul qu'il compte vivre seul loin des humains et des cylons. Il a repéré une île dans l'hémisphère nord où il vivra.